# Nyborg Slot (museum)
Nyborg Slot er et kulturhistorisk museum, der holder til på Nyborg Slot i Nyborg på Østfyn. Per 1. januar 2009 blev museet en del af Østfyns Museer, da det fusionerede med Nyborg Museum og Kerteminde Museum. Museet består af Nyborg Slot, hvor der er udstillet forskellige historiske genstande og forklarende tekst, samt borgterrænet om slottet. På terrænet omkring slottet afholdes hvert år middelaldermarkedet Danehof.

## Historie
Slottet, der blev opført omkring 1170, blev oprindeligt brugt som kongeslot. I 1913 forlod garnisonen slottet, og Nationalmuseet stod derefter for at renovere slottet, der havde oplevet en del forfald efter at have været brugt som pakhus og krudtkammer i omkring 200 år. I 1925 slap pengene op, inden renoveringen var færdiggjort. Først i 1990'erne blev de sidste ting færdiggjort.

## Udstilling og arrangementer
Museet består bl.a. af tre riddersale på slottet, der er indrettet efter hver deres tidsperiode, bl.a. fra Margrete 1. og Christian 3.'s tid. Der er desuden udstillet historiske genstande.
Nyborg Slot afholder bl.a. middelaldermarkedet Danehof og festivalen Nyborg Kampdage, hvor forskellige reenactmentgrupper deltager og kæmper og udfører ridderturnering som i danehoffets tid. Museet har også forskellige særudstillinger, f.eks. om Tolkiens univers og dets relation til middelalderen.
I 2012 havde museet næsten 53.000 besøgende, hvilket var en fremgang på knap 64 % i forhold til året før.